# Горішньошеровецька сільська рада
Горі́шньошерове́цька сільська́ ра́да — адміністративно-територіальна одиниця та орган місцевого самоврядування в Заставнівському районі Чернівецької області. Адміністративний центр — село Горішні Шерівці.

## Загальні відомості
- Населення ради: 2 793 особи (станом на 2001 рік)

## Населені пункти
Сільській раді були підпорядковані населені пункти:
- с. Горішні Шерівці

## Склад ради
Рада складалася з 17 депутатів та голови.
- Голова ради: Савчишин Михайло Ярославович

### Керівний склад попередніх скликань
| Прізвище, ім'я, по батькові  | Основні відомості                                                                                  | Дата обрання | Дата звільнення |
| ---------------------------- | -------------------------------------------------------------------------------------------------- | ------------ | --------------- |
| Велущак Іван Ілліч           | Сільський голова, 1959 року народження, освіта вища, член Всеукраїнського об'єднання «Батьківщина» | 26.03.2006   | 31.10.2010      |
| Велущак Іван Ілліч           | Сільський голова, 1959 року народження, освіта вища, член Всеукраїнського об'єднання «Батьківщина» | 31.10.2010   |                 |
| Савчишин Михайло Ярославович | Сільський голова                                                                                   | 28.10.2015   |                 |

Примітка: таблиця складена за даними сайту Верховної Ради України

### Депутати
За результатами місцевих виборів 2010 року депутатами ради стали:

#### За суб'єктами висування
| Суб'єкт висування | Кількість обраних депутатів | %   |
| ----------------- | --------------------------- | --- |
| Самовисування     | 17                          | 100 |

#### За округами
| № округу | Прізвище, ім'я, по батькові  | Дата визнання обраним | Освіта  | Партійна приналежність                  | Відомості про обраного депутата                                        |
| -------- | ---------------------------- | --------------------- | ------- | --------------------------------------- | ---------------------------------------------------------------------- |
| 1        | Величко Дмитро Ілліч         | 01.11.2010            | середня | позапартійний                           | тимчасово не працює                                                    |
| 2        | Сойма Валентина Дмитрівна    | 01.11.2010            | вища    | позапартійна                            | тимчасово не працює                                                    |
| 3        | Гоцман Ілля Дмитрович        | 01.11.2010            | вища    | позапартійний                           | пенсіонер                                                              |
| 4        | Безбородько Леонтій Ілліч    | 01.11.2010            | вища    | позапартійний                           | приватний підприємець                                                  |
| 5        | Величко Василь Ілліч         | 01.11.2010            | середня | позапартійний                           | Чернівці «ВТОРМЕТ», водій                                              |
| 6        | Подарунок Орися Василівна    | 01.11.2010            | вища    | позапартійна                            | приватний підприємець                                                  |
| 7        | Боднарюк Світлана Михайлівна | 01.11.2010            | вища    | позапартійна                            | Горішньошеровецька сільська рада, секретар                             |
| 8        | Цар Юрій Миколайович         | 01.11.2010            | середня | позапартійний                           | тимчасово не працює                                                    |
| 9        | Бешлей Василь Миколайович    | 01.11.2010            | вища    | позапартійний                           | приватний підприємець                                                  |
| 10       | Мандрик Ілля Миколайович     | 01.11.2010            | вища    | позапартійний                           | приватний підприємець                                                  |
| 11       | Лека Марія Василівна         | 01.11.2010            | середня | позапартійна                            | Горішньошеровецька сільська рада, начальник військово-облікового столу |
| 12       | Кіцул Ольга Петрівна         | 01.11.2010            | середня | позапартійна                            | Заставнівський територіальний центр, соціальний робітник               |
| 13       | Фрунчак Сідонія Дмитрівна    | 01.11.2010            | вища    | член Політичної партії «Сильна Україна» | Заставнівський «АПК Держлісництво», лісник                             |
| 14       | Козак Василь Дмитрович       | 01.11.2010            | вища    | позапартійний                           | тимчасово не працює                                                    |
| 15       | Дроник Сидонія Василівна     | 01.11.2010            | середня | позапартійна                            | тимчасово не працює                                                    |
| 16       | Воєвітко Дмитро Ілліч        | 01.11.2010            | середня | позапартійний                           | Чернівці «ВТОРМЕТ», робітник                                           |
| 17       | Фотій Юрій Дмитрович         | 01.11.2010            | вища    | позапартійний                           | тимчасово не працює                                                    |

## Населення
Згідно з переписом УРСР 1989 року чисельність наявного населення сільської ради становила 3596 осіб, з яких 1660 чоловіків та 1936 жінок.
За переписом населення України 2001 року в сільській раді мешкали 2792 особи.

### Мова
Розподіл населення за рідною мовою за даними перепису 2001 року:
| Мова       | Відсоток |
| ---------- | -------- |
| українська | 99,79 %  |
| російська  | 0,21 %   |